# Spilogale pygmaea
Spilogale pygmaea là một loài động vật có vú trong họ Chồn hôi, bộ Ăn thịt. Loài này được Thomas mô tả năm 1897.
Đây là loài đặc hữu México. Loài này sinh sống dọc theo bờ biển Thái Bình Dương của México. Chúng được tìm thấy trong rừng và bụi trên đất đá. Chúng tránh các khu rừng rậm và đầm lầy. Chúng ở trong hang, nhưng có thể ẩn náu trong cây. 